# Гребёнковский городской совет
Гребёнковский городской совет (укр. Гребінківська міська рада) — входит в состав
Гребёнковского района Полтавской области Украины.
Административный центр городского совета находится в городе Гребёнка.

## Населённые пункты совета
- Город Гребёнка